# Jeanne Harvilliers
Jeanne Harvilliers (1528 - 30 de abril de 1578, Ribemont, Francia) también conocida como la Bruja de Ribemont y la Bruja de Verberie, fue una mujer franco-romaní quemada en la hoguera por brujería. Su caso, completo con su biografía, apariencia y palabras, fue descrito en detalle por su juez Jean Bodin en su famoso libro sobre brujería y demonología, De la démonomanie des sorciers (1580), y a menudo se destacó como un caso importante en la investigación contemporánea.

## Biografía
Jeanne Harvilliers nació en Oise et Verberie como hija de una madre vagabunda, a quien se describe como prostituta y bruja. Ella y su madre fueron arrestadas en Senlis en 1548 y acusadas de brujería. Ella confesó y se arrepintió y fue sentenciada solo a azotes y destierro, mientras que su madre fue quemada viva en la hoguera en la Place du Vieux Marché en Senlis. Luego siguió viviendo como una mendiga vagabunda, realizando supuestos sortilegios por dinero. Se casó con un hombre en Laonnois y tuvo una hija, Rosalie.
En 1578 fue arrestada y acusada de causar la enfermedad y muerte del granjero local François Preudhomme con la ayuda de la brujería. Los aldeanos afirmaron que ella le había provocado una enfermedad a François Preudhomme a través de un hechizo, porque él se había enfermado repentinamente después de cruzarla en el camino. Ella había sido su enfermera durante su enfermedad pues prometió cuidarlo hasta que recuperara la salud y curarlo. Cuando él murió, ella había huido y los aldeanos la habían arrestado ya que la encontraron escondida en un granero.
Jean Bodin la describió:
"Todavía se podían ver rastros de su antigua belleza. Piel oscura. Ojos grandes que brillan con un fuego, vivacidad y fulgor que uno apenas puede soportar, un perfil aguileño, facciones verdaderamente exquisitas, dientes cuyo esmalte recuerda a las perlas y un cabello que alguna vez fue negro como las plumas del cuervo, ahora gris, yacía largo y ondulando alrededor de su cuerpo formaba una belleza sobresaliente, que con la extraña vestimenta destacaba frente al resto de los habitantes del distrito."
Durante el interrogatorio, Jeanne Harvilliers hizo una confesión completa en la que se declaró culpable de brujería. Afirmó que su madre la había iniciado en la brujería cuando tenía doce años, cuando su madre le presentó al Diablo en la forma de un "hombre de negro". Desde entonces, había fornicado regularmente con Satanás y participado en su sábado de brujas. Dijo que Satanás le había dado permiso para casarse, pero explicó que su relación sería más larga que su matrimonio. Finalmente, se declaró culpable de matar a François Preudhomme con brujería. Afirmó que el granjero André Brulart le había pagado para hechizar a François Preudhomme porque había abusado de la hija de Brulart, y que lo había hecho con la ayuda de un polvo que había recibido del diablo. Cuando se comprometió a cuidar de Preudhomme, le había pedido a Satanás que restaurara la salud de Preudhomme. Cuando él respondió que era imposible, ella le había pedido que se fuera y que no volviera. Entonces él había respondido que no volvería nunca más, y tampoco lo había hecho.
Jeanne Harvilliers fue condenada a muerte por brujería y ejecutada en la hoguera en Ribemont el 30 de abril de 1578. Jean Bodin escribió sus palabras exactas de despedida mientras estaba de pie sobre el fuego, lista para morir:
"Adiós, que el Cielo te perdone. Durante mi vida fui una gitana, una niña, una vagabunda; Fui desterrada, golpeada con palos y marcada con hierro; Fui perseguida de pueblo en pueblo como un perro. ¿Quién habría creído mis palabras entonces? Pero hoy, mientras estoy encadenada al fuego, lista para morir, mis palabras no serán olvidadas. Creed en esta verdad: soy inocente del delito que se me atribuye, no he hecho nada para merecer el trato que recibo."
No hay información sobre lo que pasó con su esposo e hija. Su caso fue citado a menudo por la investigación de brujas francesa de la época, y durante mucho tiempo fue considerada un ejemplo típico de una bruja real.